# Орландо Гало
Орландо Гало (ісп. Orlando Galo, нар. 11 серпня 2000, Пунтаренас) — костариканський футболіст, півзахисник латвійського клубу «Рига», в якому грає в оренді з клубу "Ередіано, та національної збірної Коста-Рики. Виступав також за клуб «Алахуеленсе».

## Клубна кар'єра
Орландо Гало народився 2000 року в місті Пунтаренас, та є вихованцем футбольної школи клубу «Алахуеленсе». Професійну футбольну кар'єру розпочав 2017 року в основній команді клубу «Алахуеленсе», в якій грав до 2019 року, взявши участь у 17 матчах чемпіонату.
У 2019 році Гало став гравцем клубу «Ередіано», в якому грав до 2014 року, та був постійним гравцем основного складу команди, провівши за цей час 135 матчів за клуб. У 2024 році керівництво «Ередіано» віддало футболіста в оренду до латвійського клубу «Рига».

## Виступи за збірні
У 2018 році Орландо Гало залучався до складу молодіжної збірної Коста-Рики. На молодіжному рівні зіграв у 5 офіційних матчах.
У 2021 році Гало дебютував у складі національної збірної Коста-Рики. У складі збірної був учасником розіграшу Кубка Америки 2024 року у США. Станом на листопад 2024 року зіграв у складі збірної 19 матчів, у яких відзначився 3 забитими м'ячами.